# Sungai Pinang Indah
Sungai Pinang Indah is een bestuurslaag in het regentschap Ogan Komering Ilir van de provincie Zuid-Sumatra, Indonesië. Sungai Pinang Indah telt 3067 inwoners (volkstelling 2010).